# Giorgi Leonidze
Giorgi Leonidze (gruz. გიორგი ლეონიძე) (ur. 27 grudnia 1899, zm. 9 sierpnia 1966) –- gruziński poeta, prozaik i literaturoznawca.

## Życiorys
Leonidze urodził się w Kacheti, we wsi Patardzeuli w Gruzji. W 1918 roku ukończył Seminarium Teologiczne i studiował na wydziale filologicznym Uniwersytetu w Tbilisi. W latach 1921–1922 był asystentem kierownika działu literackiego w Komisariacie Oświaty Gruzińskiej SRR. W latach 1922–1930 był redaktorem gazety literackiej Bachtrioni, i potem pracował w redakcjach innych czasopism. W latach 1939–1951 był dyrektorem Państwowego Muzeum Literatury Gruzińskiej, które w 1967 roku zostało nazwane jego imieniem. Od 1944 roku był członkiem Akademii Nauk Gruzińskiej SRR.
Zmarł w 1966 roku i został pochowany w Panteonie Mtacminda w Tbilisi.

## Twórczość
Na podstawie jego nowel Tengiz Abuładze w 1976 roku zrealizował film Drzewo pragnień. Jego utwory w Polsce znalazły się w wydanej w 1961 roku Antologii poezji gruzińskiej, której wydawcą był Czytelnik, a w 1964 roku Państwowy Instytut Wydawniczy opublikował Samotne drzewo wybór wierszy w tłumaczeniu z języka rosyjskiego przez Leopolda Lewina.